# Abdallah Ndour
Abdallah Ndour (Rufisque, 20 dicembre 1993) è un calciatore senegalese, difensore del Guingamp.

## Caratteristiche tecniche
È un terzino sinistro.

## Carriera

### Club
Cresciuto nelle giovanili del Génération Foot, nel 2011 viene acquistato dal Metz. Ha esordito in prima squadra il 9 dicembre 2013 in occasione del match di Coppa di Francia perso 1-0 contro il Créteil-Lusitanos.
Il 28 luglio 2014 si trasferisce in prestito allo Strasburgo. Il 7 luglio fa ritorno ai biancoblù, questa volta a titolo definitivo.
Nel 2020, dopo non avere rinnovato il proprio contratto con lo Strasburgo, si accasa al Sochaux.
Nel luglio 2023 viene ufficializzato il suo trasferimento al Guingamp.

### Nazionale
Il 25 marzo 2023, dopo avere ricevuto delle convocazioni ma senza scendere in campo, fa il suo esordio con il Senegal nel successo per 5-1 contro il Mozambico.

## Statistiche

### Presenze e reti nei club
Statistiche aggiornate al 28 aprile 2018.
| Stagione        | Squadra         | Campionato      | Campionato | Campionato | Coppe nazionali | Coppe nazionali | Coppe nazionali | Coppe continentali | Coppe continentali | Coppe continentali | Altre coppe | Altre coppe | Altre coppe | Totale | Totale |
| Stagione        | Squadra         | Comp            | Pres       | Reti       | Comp            | Pres            | Reti            | Comp               | Pres               | Reti               | Comp        | Pres        | Reti        | Pres   | Reti   |
| --------------- | --------------- | --------------- | ---------- | ---------- | --------------- | --------------- | --------------- | ------------------ | ------------------ | ------------------ | ----------- | ----------- | ----------- | ------ | ------ |
| 2011-2012       | Metz 2          | CFA             | 3          | 0          |                 | -               | -               |                    | -                  | -                  |             | -           | -           | 3      | 0      |
| 2012-2013       | Metz 2          | CFA             | 30         | 1          | CF+CdL          | 0               | 0               |                    | -                  | -                  |             | -           | -           | 30     | 1      |
| 2013-2014       | Metz 2          | CFA2            | 12         | 1          |                 | -               | -               |                    | -                  | -                  |             | -           | -           | 12     | 1      |
| Totale Metz 2   | Totale Metz 2   | Totale Metz 2   | 45         | 2          |                 | -               | -               |                    | -                  | -                  |             | -           | -           | 45     | 2      |
| 2013-2014       | Metz            | L2              | 0          | 0          | CF+CdL          | 1+0             | 0               |                    | -                  | -                  |             | -           | -           | 1      | 0      |
| 2014-2015       | Strasburgo      | N               | 25         | 0          | CF+CdL          | 2+0             | 0               |                    | -                  | -                  |             | -           | -           | 27     | 0      |
| 2015-2016       | Strasburgo      | N               | 32         | 2          | CF+CdL          | 0               | 0               |                    | -                  | -                  |             | -           | -           | 32     | 2      |
| 2016-2017       | Strasburgo      | L2              | 32         | 1          | CF+CdL          | 3+2             | 0               |                    | -                  | -                  |             | -           | -           | 37     | 1      |
| 2017-2018       | Strasburgo      | L1              | 5          | 0          | CF+CdL          | 0               | 0               |                    | -                  | -                  |             | -           | -           | 5      | 0      |
| 2017-2018       | Strasburgo 2    | N3              | 2          | 0          |                 | -               | -               |                    | -                  | -                  |             | -           | -           | 2      | 0      |
| 2018-2019       | Strasburgo      | L1              | 4          | 0          | CF+CdL          | 2+0             | 0               |                    | -                  | -                  |             | -           | -           | 6      | 0      |
| 2019-2020       | Strasburgo      | L1              | 6          | 0          | CF+CdL          | 3+1             | 0               | UEL                | 2                  | 0                  |             | -           | -           | 12     | 0      |
| 2019-2020       | Strasburgo 2    | N               | 2          | 1          |                 |                 |                 |                    |                    |                    |             |             |             | 2      | 1      |
| 2020-2021       | Sochaux         | L2              | 28         | 0          | CF              | 3               | 0               |                    | -                  | -                  |             | -           | -           | 31     | 0      |
| 2021-2022       | Sochaux         | L2              | 34+2       | 1          | CF              | 0               | 0               |                    | -                  | -                  |             | -           | -           | 36     | 0      |
| 2022-2023       | Sochaux         | L2              | 27         | 1          | CF              | 1               | 0               |                    | -                  | -                  |             | -           | -           | 28     | 1      |
| Totale carriera | Totale carriera | Totale carriera | 244        | 8          |                 | 18              | 0               |                    | 2                  | 0                  |             | -           | -           | 149    | 7      |

### Cronologia presenze e reti in nazionale
| Cronologia completa delle presenze e delle reti in nazionale ― Senegal | Cronologia completa delle presenze e delle reti in nazionale ― Senegal | Cronologia completa delle presenze e delle reti in nazionale ― Senegal | Cronologia completa delle presenze e delle reti in nazionale ― Senegal | Cronologia completa delle presenze e delle reti in nazionale ― Senegal | Cronologia completa delle presenze e delle reti in nazionale ― Senegal | Cronologia completa delle presenze e delle reti in nazionale ― Senegal | Cronologia completa delle presenze e delle reti in nazionale ― Senegal |
| Data                                                                   | Città                                                                  | In casa                                                                | Risultato                                                              | Ospiti                                                                 | Competizione                                                           | Reti                                                                   | Note                                                                   |
| ---------------------------------------------------------------------- | ---------------------------------------------------------------------- | ---------------------------------------------------------------------- | ---------------------------------------------------------------------- | ---------------------------------------------------------------------- | ---------------------------------------------------------------------- | ---------------------------------------------------------------------- | ---------------------------------------------------------------------- |
| 24-3-2023                                                              | Diamniadio                                                             | Senegal                                                                | 5 – 1                                                                  | Mozambico                                                              | Qual. Coppa d'Africa 2023                                              | -                                                                      | 90’                                                                    |
| Totale                                                                 |                                                                        | Presenze                                                               | 1                                                                      |                                                                        | Reti                                                                   | 0                                                                      |                                                                        |

## Palmarès

### Competizioni nazionali
- Championnat National: 1

Strasburgo: 2015-2016
- Ligue 2: 1

Strasburgo: 2016-2017
- Coppa di Lega francese: 1

Strasburgo: 2018-2019